# Stuart Geman
Stuart Alan Geman (Chicago, 23 de março de 1949) é um matemático estadunidense.
Geman estudou física a partir de 1967 na Universidade de Michigan, onde obteve o bacharelado em 1971, no Dartmouth College (e na Dartmouth Medical School) com um mestrado em fisiologia em 1973 e um doutorado em 1977, orientado por Herman Chernoff no Instituto de Tecnologia de Massachusetts, com a tese Stochastic Differential Equations with Smooth Mixing Processes. Foi depois professor na Universidade Brown.
Com seu irmão também matemático Donald Geman introduziu em 1984 a amostragem de Gibbs.
É fellow da American Mathematical Society e da Academia Nacional de Ciências dos Estados Unidos (2011). Foi palestrante convidado do Congresso Internacional de Matemáticos em Berkeley (1986, com Christine Graffigne: Markov random field image models and their applications to Computer vision).

## Obras
- D. Geman, S. Geman: Stochastic Relaxation, Gibbs Distributions, and the Bayesian Restoration of Images,  IEEE Transactions on Pattern Analysis and Machine Intelligence, Volume 6, 1984, p. 721–741